# Fortepian (Wąwóz Ostryszni)

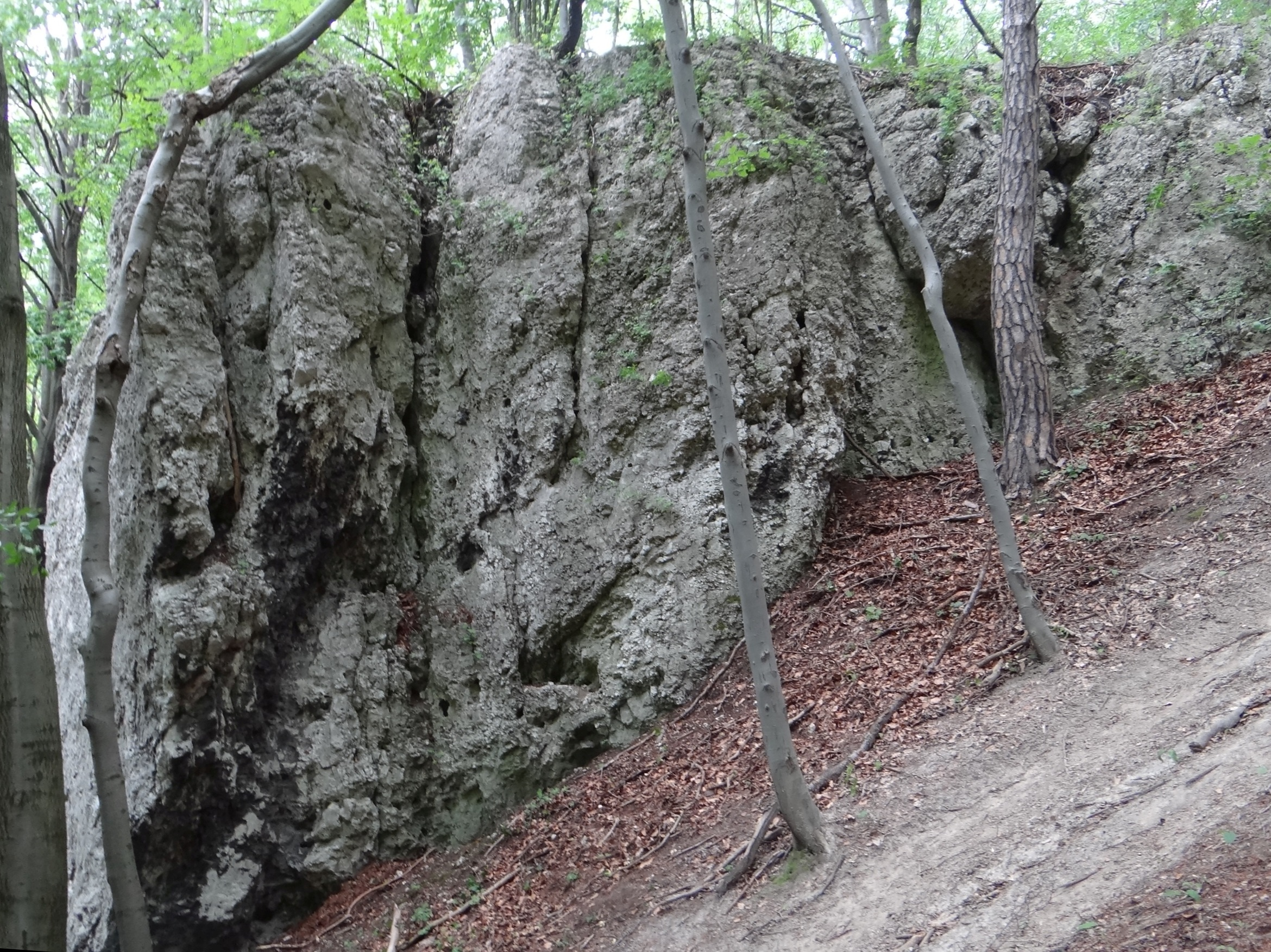

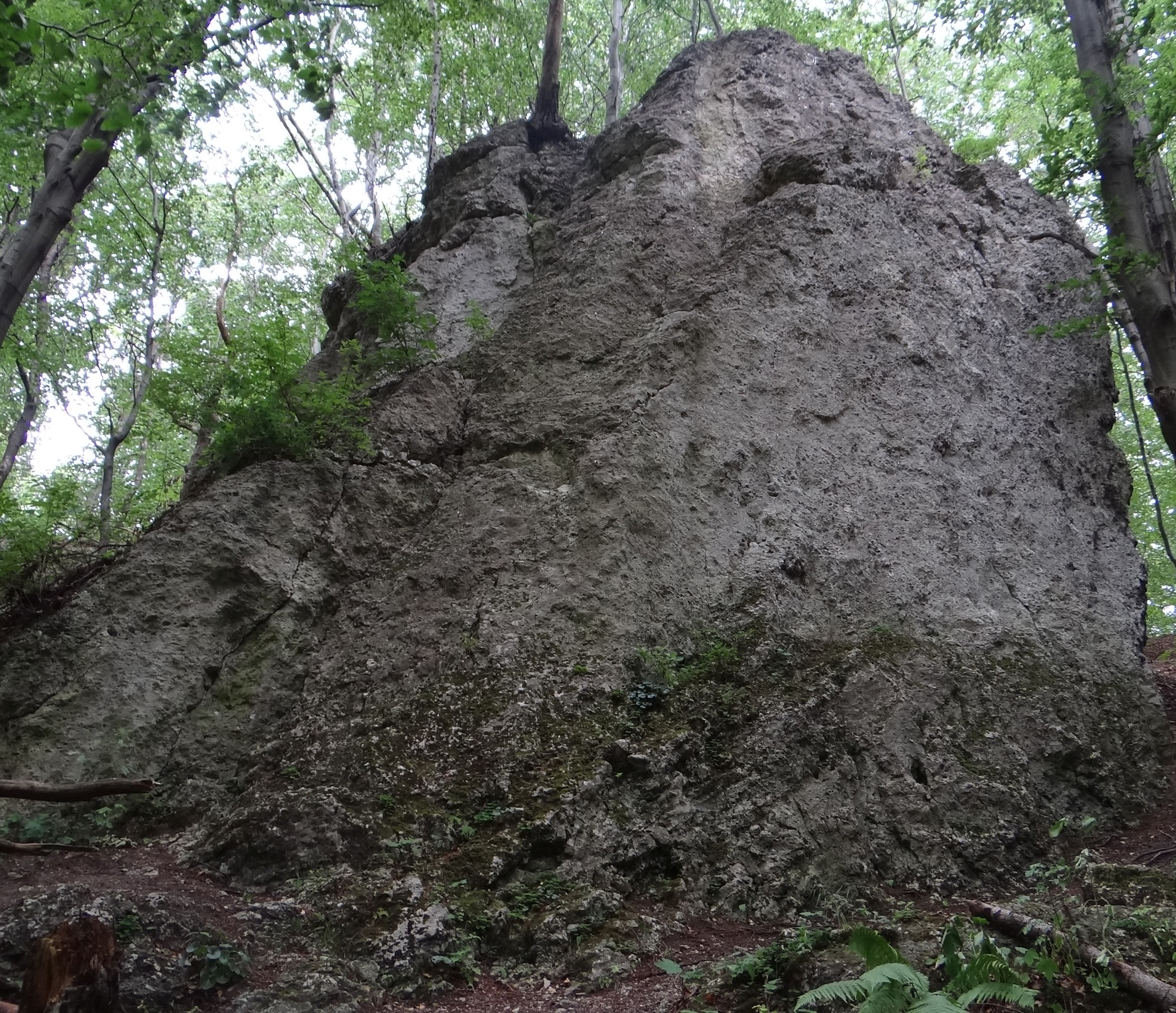

Fortepian – skała w Wąwozie Ostryszni na Wyżynie Olkuskiej będącej częścią Wyżyny Krakowsko-Częstochowskiej. Jest najbardziej na wschód wysuniętą skałą w grupie skał w tym wąwozie. Wąwozem obok skały prowadzi czarny szlak turystyczny z Imbramowic (parking w centrum wsi) do Glanowa. 
Fortepian znajduje się w środkowej części grupy skał. Pomiędzy Fortepianem a Wielką Ostryszniańską bardzo stromo w górę zbocza pnie się rozjeżdżona droga leśna. Fortepian to zbudowana z twardych wapieni skalistych skała o wysokości 8–12 m, ścianach połogich, pionowych lub przewieszonych z zacięciem, filarem i kominem. Uprawiana jest na niej wspinaczka skalna. Jest  11 dróg wspinaczkowych o trudności od III do VI.1+ w skali Kurtyki. Na dziewięciu z nich zamontowano stałe punkty asekuracyjne – ringi i stanowiska zjazdowe. Skała znajduje się w lesie, ściany wspinaczkowe o wystawie zachodniej i południowej.

## Drogi wspinaczkowe
1. Filar Fortepianu; III,
2. Barkarola; IV,
3. Legato; IV,
4. Scherzo; VI.1+,
5. Sonata; VI.1+,
6. Etiuda; V-,
7. Nokturn; VI,
8. Fant Fortepianu; IV+,
9. Kant Fortepianu; IV+,
10. Zacięcie na Fortepianie; III
11. Fortepianowy diferek; III+[3].